# Wee Waa
Wee Waa (pronunciado "Wee War") es una ciudad localizada en las laderas noroeste de Nueva Inglaterra región en el estado de Nueva Gales del Sur, Australia. La ciudad está dentro de la Comarca Narrabri área del gobierno local y está en el  Río Namoi. Wee Waa está 41 kilómetros (25,5 mi) al noreste de Narrabri y 571 kilómetros (354,8 mi) al noroeste de Sídney en la Carretera Kamilaroi. En el censo del 2011 Wee Waa tenía una población de 1653 de los cuales el 20% son aborígenes.
Wee Waa está a 42 kilómetros de la Carretera Newell, y es una puerta de entrada a los centros extremo oeste de Walgett, Collarenebri, Lightning Ridge opal campos y más allá.
El significado aborigen de Wee Waa es "fuego para asar" en el lenguaje de la gente Kamilaroi. La ciudad es conocida por ser la única "Capital de algodón de Australia" como una comunidad rural situada en la rica zona agrícola del Valle Bajo Namoi en NSW. La ciudad tiene una población de 2000, y los servicios de una comunidad rural muy superior, así como los pueblos de Burren Junction, Pilliga y Gwabegar.
La carrera por los ocupantes ilegales en Wee Waa fue tomada por George Hobler en 1837 y una solución desarrollada. Se convirtió en un centro administrativo a finales de 1840. Una estación de policía y los tribunales de menores sesiones se establecieron en 1847 y una oficina de correos abrieron dos años más tarde. Es la ciudad más antigua establecida en la zona y es el lugar de nacimiento de la ciudad de algodón industria en Australia. La primera plantación de algodón comercial se estableció en 1961, regadas con agua de la presa Keepit en el río Namoi.
Fue la primera ciudad construida en el río Namoi, desafortunadamente la ciudad sufre de inundaciones periódicas, es por eso que está protegida la orilla por un malecón. Sin embargo miles de personas fueron alojadas de sus propiedades en todo Wee Waa en febrero del 2012.
Cada mes de abril, la zona se transforma en una planicie blanca como la nieve de horizonte a horizonte, ya que en esta época es cuando inicia la temporada de cosecha de algodón. También existe el cultivo del trigo y el pastoreo en la zona. La ciudad cuenta con 2 moteles, 4 escuelas, un preescolar, centro de aprendizaje ABC, 2 hoteles y 2 parques de caravanas, así como mesones, una piscina, un pintoresco campo de golf de 9 hoyos, un club de bolos, pistas de tenis, un deportivo moderno complejo, un albergue para ancianos y un nuevo centro médico.
Las líneas del ferrocarril se ampliaron en 1901 de Narrabri a Walgett, pasando por la ciudad. Wee Waa cuenta con los servicios de NSW TrainLink ferroviarios, autocares interestatales y los servicios aéreos ofrecidos diariamente a través de Narrabri. A su vez, el distrito Wee Waa tiene una temperatura mínima promedio en verano de 17° y un máximo de alrededor de 37°. La temperatura máxima promedio registrada en invierno es de 17° y la mínima es de 3°. El distrito también puede esperar un nivel de precipitaciones de aproximadamente 635 milímetros en un año, y se encuentra localizada a 190 metros sobre el nivel del mar.

## Eventos Notables
En 1973, Arthur Murray llevó las Aboriginal cotton-chippers en huelga por mejores salarios y condiciones de trabajo. El ”Wee Waa Echo" les llama "radicales y alborotadores profesionales", y agregó que "no es descabellado ver el problema aborigen como el polvorín de la agresión comunista en Australia".
Fue en la comisaría de Wee Waa que el jugador de rugby  Eddie Murray fue asesinado en 1981, una de las muertes de aborígenes detenidos que llevó a la Comisión Real que se creará.  Fue también el primer pueblo de Australia que uso la prueba de ADN para encontrar a un violador.
El 17 de mayo de 2013 en la 79.ª edición anual del "Wee Waa Show", Columbia Records celebró la fiesta de lanzamiento para el dúo francés de música electrónica Daft Punk's album Random Access Memories. Esto causó mucha expectación en la ciudad y atrajo a un estimado de 2,500 turistas. Se cree que el material grabado desde el evento será utilizado para un video musical.

## Deporte

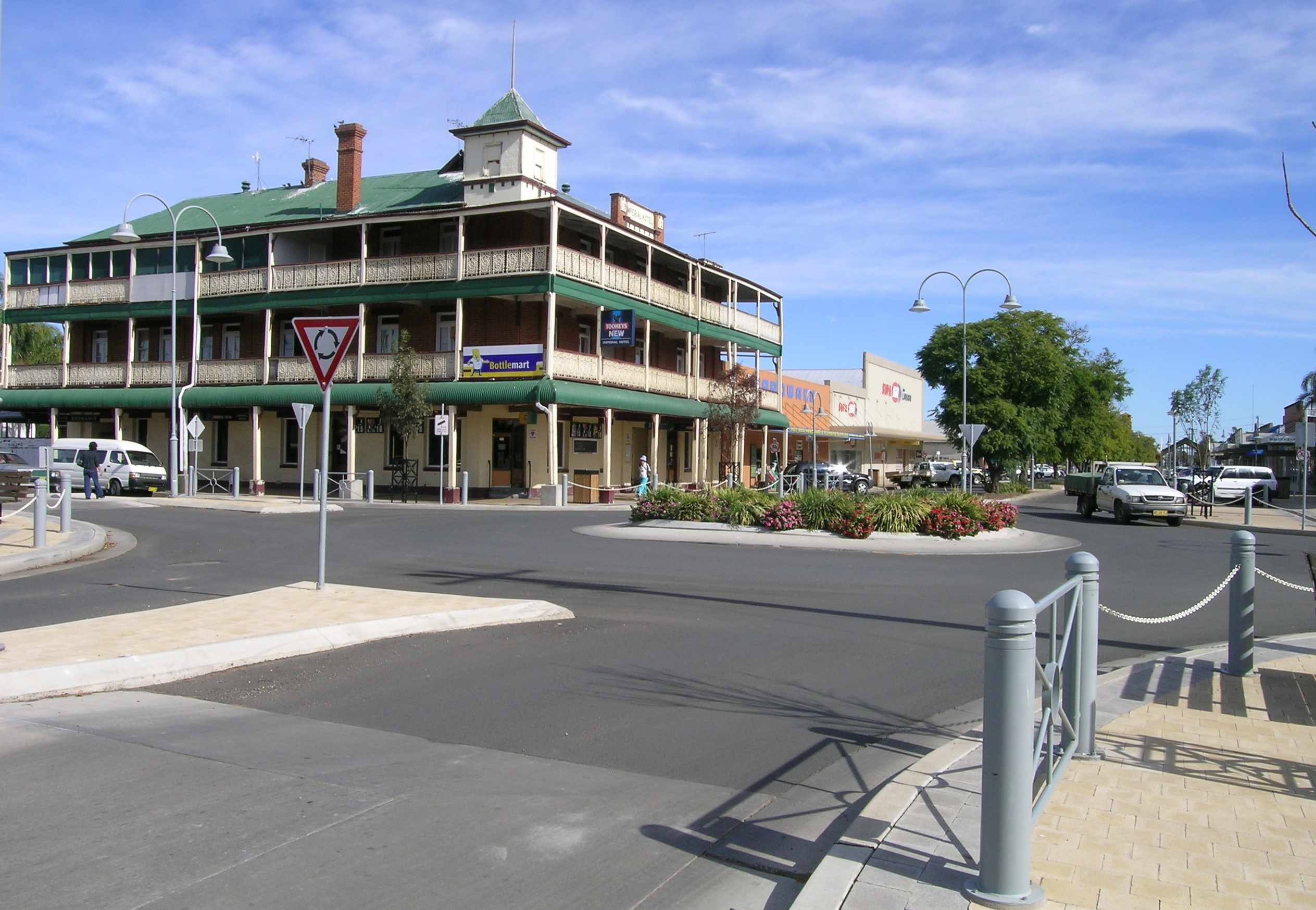
Kamilaroi Highway, Wee Waa

El pueblo cuenta con un complejo deportivo  de función múltiple, que actúa como un centro comunitario.
El deporte principal en Wee Waa es "Rugby League", el nombre del club del pueblo son "Los panteras de Wee Waa". Esto es también el hogar del club de Jamie Lyon en el que jugó antes de su carrera internacional.
Lyon más tarde abandonó su carrera profesional con "Las anguilas de Parramatta" para regresar una temporada con "Las Panteras de Wee Waa". El equipo de primer grado pasó a ganar ese año contra "Moree", 55 a 12.